# 세션 공지 프로토콜
세션 공지 프로토콜(Session Announcement Protocol, SAP)은 멀티캐스트 세션 정보를 알리기 위한 실험적 프로토콜이다. SAP는 일반적으로 실시간 전송 프로토콜(RTP) 세션 설명 형식으로 세션 설명 프로토콜(SDP)을 사용한다. 알림 데이터는 IP 멀티캐스트와 사용자 데이터그램 프로토콜(UDP)을 사용하여 전송된다.
SAP에서 송신자는 SDP 설명을 잘 알려진 멀티캐스트 주소와 포트 번호(9875)로 주기적으로 전송한다. 수신 애플리케이션은 모든 알림된 멀티캐스트 세션에 대한 가이드를 구성한다.
SAP는 IETF에서 RFC 2974로 발표되었다.

## 알림 간격
알림 간격은 협력적으로 조절되므로 멀티캐스트 전송 범위 내의 모든 SAP 알림은 기본적으로 초당 4000비트를 사용한다. 최대 알림 간격은 300초(5분)이다. 알림은 알림 간격의 10배 또는 1시간 중 더 긴 시간이 지나면 자동으로 만료된다. 또한 원래 발급자가 알림을 명시적으로 철회할 수도 있다.